# Tinytrema sandy
Tinytrema sandy is een spinnensoort uit de familie Trochanteriidae. De soort komt voor in het zuiden van Australië.